# Raman Parimala
Raman Parimala (Mayiladuthurai, Tamil Nadu, India, 21 de noviembre de 1948) es una matemática india conocida por sus contribuciones al álgebra, catedrática distinguida de matemáticas en la Universidad Emory. Durante muchos años fue catedrática en el Instituto Tata de Investigación Fundamental de Bombay. Forma parte del jurado de matemáticas para el Premio Infosys desde 2019.

## Formación
Parimala nació y creció en Tamil Nadu, en la India. Estudió en el Saradha Vidyalaya Girls' High School y el Stella Maris College en Chennai. Obtuvo una maestría en la Universidad de Madrás en 1970 y un doctorado en la Universidad de Bombay en 1976 bajo la dirección de Ramaiyengar Sridharan, del Instituto Tata de Investigación Fundamental.

## Publicaciones destacadas
- «Failure of a quadratic analogue of Serre's conjecture», Bulletin of the AMS, vol. 82, 1976, pp. 962–964 MR 0419427
- «Quadratic spaces over polynomial extensions of regular rings of dimension 2», Mathematische Annalen, vol. 261, 1982, pp. 287–292 doi 10.1007/BF01455449
- «Galois cohomology of the Classical groups over fields of cohomological dimension≦2», E Bayer-Fluckiger, R Parimala - Inventiones mathematicae, 1995 - Springer doi 10.1007/BF01231443
- «Hermitian analogue of a theorem of Springer», R Parimala, R. Sridharan, V Suresh - Journal of Algebra, 2001 - Elsevier doi 10.1006/jabr.2001.8830
- «Classical groups and the Hasse principle», E Bayer-Fluckiger, R Parimala - Annals of Mathematics, 1998 - jstor.org doi 10.2307/120961

## Premios y reconocimientos
El Día Nacional de la Ciencia de 2020, Smriti Irani, ministra de Desarrollo de la Mujer y el Niño de la India, anunció la creación de una cátedra en nombre de Parimala junto con otras diez importantes mujeres científicas indias en institutos de investigación del país. Parimala fue ponente invitada en el Congreso Internacional de Matemáticos de Zúrich en 1994 con la charla Study of quadratic forms - some connections with geometry (Estudio de formas cuadráticas - algunas conexiones con la geometría). Dio una charla plenaria titulada Arithmetic of linear algebraic groups over two dimensional fields (Aritmética de grupos algebraicos lineales sobre cuerpos de dimensión dos) en el Congreso de Hyderabad en 2010.
- Fellow de la Academia de Ciencias de la India.[1]
- Fellow de la Indian National Science Academy.
- Premio Bhatnagar en 1987.
- Doctorado honoris causa por la Universidad de Lausana en 1999.
- Premio Centenario del Nacimiento de Srinivasa Ramanujan en 2003.
- Premio TWAS de Matemáticas en 2005.[7]
- Fellow de la American Mathematical Society en 2012.[8]